# 三浦印刷
三浦印刷株式会社（みうらいんさつ）は、かつて存在した印刷会社。東京都墨田区にあった。

## 沿革
- 1931年（昭和 6年）　創業
- 1950年（昭和25年）　設立
- 1964年（昭和39年）　東京証券取引所市場第二部に上場
- 1972年（昭和47年）　名古屋証券取引所市場第二部に上場
- 2003年（平成15年）　名古屋証券取引所市場第二部上場廃止
- 2014年（平成26年）　アスパラントグループ傘下のAG投資事業有限責任組合に第三者割当増資を行い、同組合が「その他の関係会社」となる。
- 2017年（平成29年）4月　大王製紙が株式公開買付けを実施し[2]、議決権所有割合で95.48%の株式を取得、親会社となる。AG投資事業有限責任組合は「その他の関係会社」でなくなる[3]。
- 2017年（平成29年）5月　東京証券取引所市場第二部上場廃止
- 2017年（平成29年）6月　株式売渡請求により、大王製紙の完全子会社となる[4]。
- 2022年（令和4年）4月　ダイオープリンティングに吸収合併され解散[5]。ダイオープリンティングはダイオーミウラへ商号変更。

## 会社概要
- 商業印刷中心で企業向け各種カタログ・パンフレットが主力であるが、ノベルティパッケージ印刷も併営している。